# Earned It
Singles de The Weeknd
Love Me Harder
(2014) The Hills
(2015)
Earned It est une chanson de The Weeknd. Le single est extrait de la bande originale du film Cinquante nuances de Grey (2015). Cette ballade a aussi été incluse sur son album Beauty Behind the Madness.

## Classements musicaux
| Classement (2014-2015)                  | Meilleure position |
| --------------------------------------- | ------------------ |
| Allemagne (Media Control AG)            | 17                 |
| Australie (ARIA)                        | 13                 |
| Autriche (Ö3 Austria Top 40)            | 21                 |
| Belgique (Flandre Ultratop 50 Singles)  | 14                 |
| Belgique (Flandre Ultratop R&B/Hip-Hop) | 5                  |
| Belgique (Wallonie Ultratop 50 Singles) | 14                 |
| Canada (Hot 100)                        | 8                  |
| Danemark (Tracklisten)                  | 2                  |
| Espagne (PROMUSICAE)                    | 14                 |
| États-Unis (Hot 100)                    | 3                  |
| États-Unis (R&B/Hip-Hop Songs)          | 1                  |
| États-Unis (Pop Airplay)                | 1                  |
| Finlande (Suomen virallinen lista)      | 13                 |
| France (SNEP)                           | 2                  |
| France (SNEP Streaming)                 | 1                  |
| Hongrie (Rádiós Top 40)                 | 19                 |
| Irlande (IRMA)                          | 15                 |
| Italie (FIMI)                           | 29                 |
| Pays-Bas (Single Top 100)               | 8                  |
| Nouvelle-Zélande (RMNZ)                 | 7                  |
| Norvège (VG-lista)                      | 6                  |
| Royaume-Uni (UK Singles Chart)          | 4                  |
| Royaume-Uni (UK R&B Chart)              | 1                  |
| Suède (Sverigetopplistan)               | 7                  |
| Suisse (Schweizer Hitparade)            | 7                  |

## Vidéo musicale
Un clip vidéo réalisé par Sam Taylor-Johnson a été filmé début novembre 2014 au Palace Theater (en) à Los Angeles. Il est sorti sur Vevo et YouTube le 21 janvier 2015. Il présente un thème BDSM visible dans la vidéo. La vidéo montre The Weeknd se produisant sur scène tandis qu'un groupe de femmes seins nus avec du ruban noir sur la poitrine exécutent une routine burlesque de style BDSM derrière lui. Dakota Johnson apparaît dans la vidéo dans un rôle de caméo. Le clip est parfois diffusé à la télévision, avec la signalétique "Déconseillé aux moins de 10 ans" (sur Trace Urban). 